# Гайленд (Вісконсин)
Гайленд (англ. Highland) — селище (англ. village) в США, в окрузі Айова штату Вісконсин. Населення — 874 особи (2020).

## Географія
Гайленд розташований за координатами 43°2′51″ пн. ш. 90°22′49″ зх. д. / 43.04750° пн. ш. 90.38028° зх. д. (43.047398, -90.380183).  За даними Бюро перепису населення США в 2010 році селище мало площу 2,91 км², уся площа — суходіл.

## Демографія
Згідно з переписом 2010 року, у селищі мешкали 842 особи в 351 домогосподарстві у складі 226 родин. Густота населення становила 289 осіб/км².  Було 386 помешкань (133/км²).
Расовий склад населення:
| - 97,6 % — білих - 0,7 % — корінних американців - 0,4 % — чорних або афроамериканців - 0,1 % — азіатів |

До двох чи більше рас належало 1,2 %. Частка іспаномовних становила 1,0 % від усіх жителів.
За віковим діапазоном населення розподілялося таким чином: 23,3 % — особи молодші 18 років, 60,4 % — особи у віці 18—64 років, 16,3 % — особи у віці 65 років та старші. Медіана віку мешканця становила 40,3 року. На 100 осіб жіночої статі у селищі припадало 103,9 чоловіків;  на 100 жінок у віці від 18 років та старших — 101,9 чоловіків також старших 18 років.
Середній дохід на одне домашнє господарство  становив 52 170 доларів США (медіана — 42 228), а середній дохід на одну сім'ю — 62 442 долари (медіана — 52 083). Медіана доходів становила 42 778 доларів для чоловіків та 33 523 долари для жінок. За межею бідності перебувало 20,2 % осіб, у тому числі 31,6 % дітей у віці до 18 років та 11,4 % осіб у віці 65 років та старших.
Цивільне працевлаштоване населення становило 443 особи. Основні галузі зайнятості: освіта, охорона здоров'я та соціальна допомога — 25,3 %, роздрібна торгівля — 19,6 %, виробництво — 16,3 %.